# Leucochrysa marginalis
Leucochrysa marginalis är en insektsart som beskrevs av Banks 1915. Leucochrysa marginalis ingår i släktet Leucochrysa och familjen guldögonsländor. Inga underarter finns listade i Catalogue of Life.